# Браунсбах
Браунсбах (нім. Braunsbach) — громада в Німеччині, знаходиться в землі Баден-Вюртемберг. Підпорядковується адміністративному округу Штутгарт. Входить до складу району Швебіш-Галль.
Площа — 52,85 км2. Населення становить 2490 ос. (станом на 31 грудня 2020).